# Station Sées
Station Sées is een spoorwegstation in de Franse gemeente Sées.